# シャルロッテ・フェリーツィタス・フォン・ブラウンシュヴァイク＝カレンベルク
シャルロッテ・フェリーツィタスまたはカルロッタ・フェリーチタ（ドイツ語: Charlotte Felicitas von Braunschweig-Calenberg；イタリア語: Carlotta Felicita di Brunswick-Calenberg, 1671年3月8日 - 1710年9月29日）は、モデナ公リナルド・デステの妃。

## 生涯
シャルロッテは北ドイツのブラウンシュヴァイク＝リューネブルク公国の一部を支配するカレンベルク侯ヨハン・フリードリヒと妃ベネディクタ・ヘンリエッテ・フォン・デア・プファルツとの間の娘として、ヘレンハウゼン城で生れた。シャルロッテは4人姉妹の次女で、末の妹アマーリア・ヴィルヘルミーネは1699年に神聖ローマ皇帝ヨーゼフ1世と結婚した。
シャルロッテは1696年にモデナ公リナルド・デステと結婚した。リナルドは先祖を同じくするモデナのエステ家とブラウンシュヴァイクのヴェルフ家との結びつきを深めようと考え、シャルロッテを妻に望んだのだった。二人の結婚式は、モデナの財政状況が厳しかったにもかかわらず非常に豪勢だった。シャルロッテは16歳年上の夫とのあいだに7人の子女をもうけ、1710年に7人目の子供を生んだ時、生まれた子供と一緒に亡くなった。シャルロッテはモデナのサン・ヴィンツェンツォ教会に葬られた。

## 子女
- ベネデッタ（1697年 - 1777年）
- フランチェスコ（1698年 - 1780年） - モデナ公
- アマーリア（1699年 - 1778年）
- ジャンフランコ（1700年 - 1727年）
- エンリケッタ（1702年 - 1777年）- 1728年パルマ公アントニオと結婚。1731年死別。1740年、レオポルト・フォン・ヘッセン＝ダルムシュタットと再婚
- クレメンテ（1708年 - ?）
- 女児（1710年、死産）